# آورا برلیس (یخ‌شکن)
آورا برلیس (یخ‌شکن) (به انگلیسی: Aurora Borealis (icebreaker)) یک کشتی است که طول آن ۱۹۹٫۸۵ متر (۶۵۵٫۷ فوت) می‌باشد.